# Velika loža Albanije
Velika loža Albanije (alba. Lozha e Madhe e Shqipërisë), skraćeno LMSH, je regularna slobodnozidarska velika loža u Albaniji. Osnovana je 2011. godine uz pomoć Velikog orijenta Italije.

## Povijest
Nakon demokratskih promjena koje su uslijedile padom komunizma 1992. godine stvoreni su uvjeti za obnovu slobodnog zidarstva u Albaniji. Prve tri lože u Albaniji osnovane su pod pokroviteljstvom Velikog orijenta Italije. Prvo je 2008. godine osnovana Loža "Arbanon" u Tirani. Nakon toga osnovane su u Tirani još dvije lože, "Skenderbeg" i "Stare dužnosti". Ove tri lože su 14. listopada 2011. godine osnovale Veliku ložu Albanije na svečanom skupu kojeg su vodili je veliki majstori Velikoga orijenta Italije, Regularne velike lože Srbije i Velike lože Grčke. Dvije godine kasnije, 11. prosinca 2013. godine, Ujedinjena velika loža Engleske (UGLE) je priznala ovu veliku ložu kao regularnu.
Velika loža Albanije je 2014. godine osnovala Ložu "Dardanija" u Prištini, Kosovo. Dvije godine kasnije, 2016., osnovala je još dvije lože u Prištini, "Ex Oriente Lux" i "Ulpijana". U veljači 2018. godine tri prištinske lože su se izdvojile i uspostavile Veliku ložu Kosova. Pet mjeseci kasnije, u lipnju 2018. godine, Ujedinjena velika loža Engleske je objavila prekid odnosa i povukla priznanje Velike lože Albanije zbog poduzetih aktivnosti u Kosovu.
U prosincu 2019. godine su osnovane dvije lože, "Kristo Dako" u Korçëu te "Apollonia" u Fieriju.
U ožujku 2023. godine u Beogradu, Velika loža Albanije potpisala je protokol s Regularnom velikom ložom Srbije, priznavši nadležnost srpske velike lože nad teritorijom Kosova.

## Ustroj
Sjedište Velike lože Albanije je u Tirani.

### Lože
Pod zaštitom Velike lože Albanije radi šest loža lože, i to u Tirani, Korçëu i Fieri.
- Loža "Arbanon" (Lozha Arbëria) br. 1, Tirana – nosi naziv po srednjovjekovnoj kneževini Arbanon u današnjoj Albaniji; osnovana je pod okriljem Velikog orijenta Italije.
- Loža "Skenderbeg" (Lozha Skënderbeu) br. 2, Tirana – nosi naziv po narodnom junaku Gjergju Kastriotiju Skenderbegu; osnovana je pod okriljem Velikog orijenta Italije.
- Loža "Stare dužnosti" (Lozha Detyrat e Lashta) br. 3, Tirana[9] – nosi naziv po Starim dužnostima slobodnih zidara; osnovana je pod okriljem Velikog orijenta Italije.
- Loža nepoznatog naziva br. 5, 6 ili 7
- Loža "Kristo Dako" (Lozha Kristo Dako) br. 8, Korçë – nosi naziv po autoru i pedagogu Kristi Dakou iz Korçëa.
- Loža "Apollonia" (Lozha Apollonia) br. 9, Fieri – nosi naziv po starogrčkoj luki Apollonia, smještenoj u današnjem Fierskom distriktu.

U okviru ove velike lože radile su i:
- Loža "Dardanija" (Lozha Dardania) br. 4, Priština – nosila naziv po antičkoj državi Dardaniji na području današnjeg Kosova; izdvojila se 2018. godine i formirala Veliku ložu Kosova.
- Loža "Ex Oriente Lux" (Lozha Ex Oriente Lux), Priština – nosila naziv po latinskom aforizmu koji znači "Svjetlo s Istoka";[10] izdvojila se 2018. godine i formirala Veliku ložu Kosova.
- Loža "Ulpijana" (Lozha Ulpiana), Priština – nosila naziv po starorimskom gradu Ulpijana kod današnje Gračanice na Kosovu; izdvojila se 2018. godine i formirala Veliku ložu Kosova.

### Uprava
Velikom ložom Albanije upravlja veliki majstor (alba.  Mjeshtër i Madh) koji se bira na trogodišnje razdoblje. Dosadašnji veliki majstori bili su:
1. Elton Çaçi (2011. – 2016.)[11][12]
2. Piro Dode (2016. – 2022.)[13][14][15]
3. Arben Shtylla (2022. – oko 2023.)[8]
4. Aleko Poshnjari (oko 2024./2025.)[16]

### Međunarodna suradnja
Velika loža Albanije ima potpisane povelje o prijateljstvu i međusobnom priznavanju s 50 regularnih velikih loža. Međutim, nema potpisane povelje s tri matične velike lože koje su nositelji regularnosti.

### Obredi
Velika loža Albanije upravlja simboličkim stupnjevima plave lože (učenik, pomoćnik i majstor) i delegira upravljanje visokim stupnjevima na dodatna tijela i redove.

## Pridružena tijela i redovi
Upravljanje visokim stupnjevima Velika loža Albanije provodi kroz pridružena tijela i redove od kojih svaki predstavlja jedan obred a na temelju potpisanih konkordata.
- Veliki kapitel slobodnih zidara kraljevskog luka Albanije – nadležan za rad Kraljevskog luka.
- Vrhovno vijeće Drevnog i prihvaćenog škotskog obreda Albanije (Këshilli Suprem i Ritit Skocez Antik dhe të Pranuar i Shqipërisë) – nadležno za rad Drevnog i prihvaćenog škotskog obreda.[13]

### Kraljevski luk
Veliki kapitel slobodnih zidara kraljevskog luka Albanije je uspostavljen 27. siječnja 2021. godine. Član je Međunarodnog generalnog velikog kapitela slobodnih zidara kraljevskog luka. Prvi kapitel u Albaniji je osnovan 2017. godine.
Pod zaštitom Velikog kapitela Albanije rade tri kapitela:
- Kapitel "De Rada" (Kapitulli De Rada) br. 1, Tirana – nosi naziv po piscu Girolami de Radi.
- Kapitel "Pashko Vasa" (Kapitulli Vaso pashë) br. 2, Tirana – nosi naziv po piscu, političaru i masonu Vaso-paši.
- Kapitel "Sveti Ivan" (Kapitulli Shën Gjon) br. 3, Tirana – nosi naziv po sv. Ivanu.